# Stanisława Stanisławska-Majdrowicz
Stanisława Stanisławska-Majdrowicz (ur. 8 maja 1920 w Warszawie, zm. 28 stycznia 2013 tamże)  – polska tancerka, choreograf i reżyser widowisk muzycznych.
Córka Antoniego. Założycielka i Dyrektor Zespołu Baletowego „Malwy”. W latach 1970–1978 była dyrektorem i kierownikiem artystycznym Operetki Warszawskiej. Wieloletnia członkini sekcji H Stowarzyszenia Autorów ZAiKS – Autorów Dzieł Choreograficznych, w latach 1959 –1971 pełniła funkcję sekretarza zarządu tej sekcji. Zasiadała także w Radzie Stowarzyszenia od 1997 do 2009 roku.

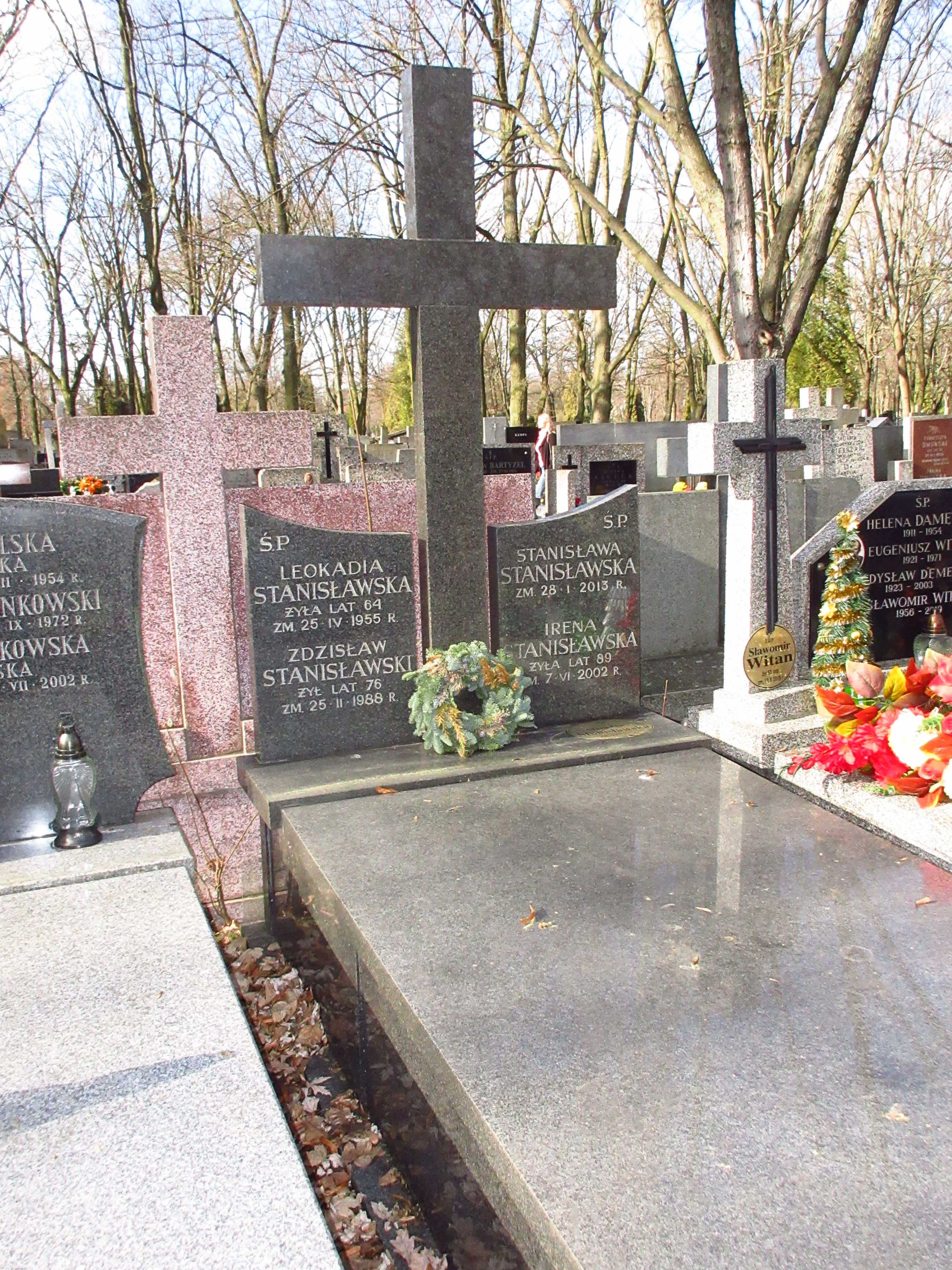
Grób Stanisławy Stanisławskiej-Majdrowicz na cmentarzu Bródnowskim.

Promowała nowoczesność na scenie, stawiała na musical i widowisko muzyczne z rewią w roli głównej. Za jej kadencji wystawiono Zemstę nietoperza Johanna Straussa - syna z polskim librettem Juliana Tuwima, uznawaną za jedną z najpiękniejszych operetek na świecie. Wielkim osiągnięciem Stanisławskiej było wprowadzenie na scenę nowych utworów, m.in. polskie premiery amerykańskich musicali (Człowiek z La Manczy, The Music Man) czy prapremiery polskich utworów (Sen nocy letniej Marka Ałaszewskiego, Zapraszamy na rewię Bogdanowicza, Trzej muszkieterowie Czubatego).
W 2002 r. otrzymała statuetkę Terpsychory, nagrodę wręczoną z okazji Międzynarodowego Dnia Tańca. 
Pochowana na cmentarzu Bródnowskim w Warszawie (kwatera 108G-3-22).

## Ordery i odznaczenia
- Krzyż Kawalerski Orderu Odrodzenia Polski
- Złoty Krzyż Zasługi (22 lipca 1953)[2]
- Złoty „Medal Zasłużony Kulturze Gloria Artis” (22 marca 2007)[3]
- Odznaka honorowa „Za zasługi dla Warszawy”